# Liga Ojczyzny Francuskiej

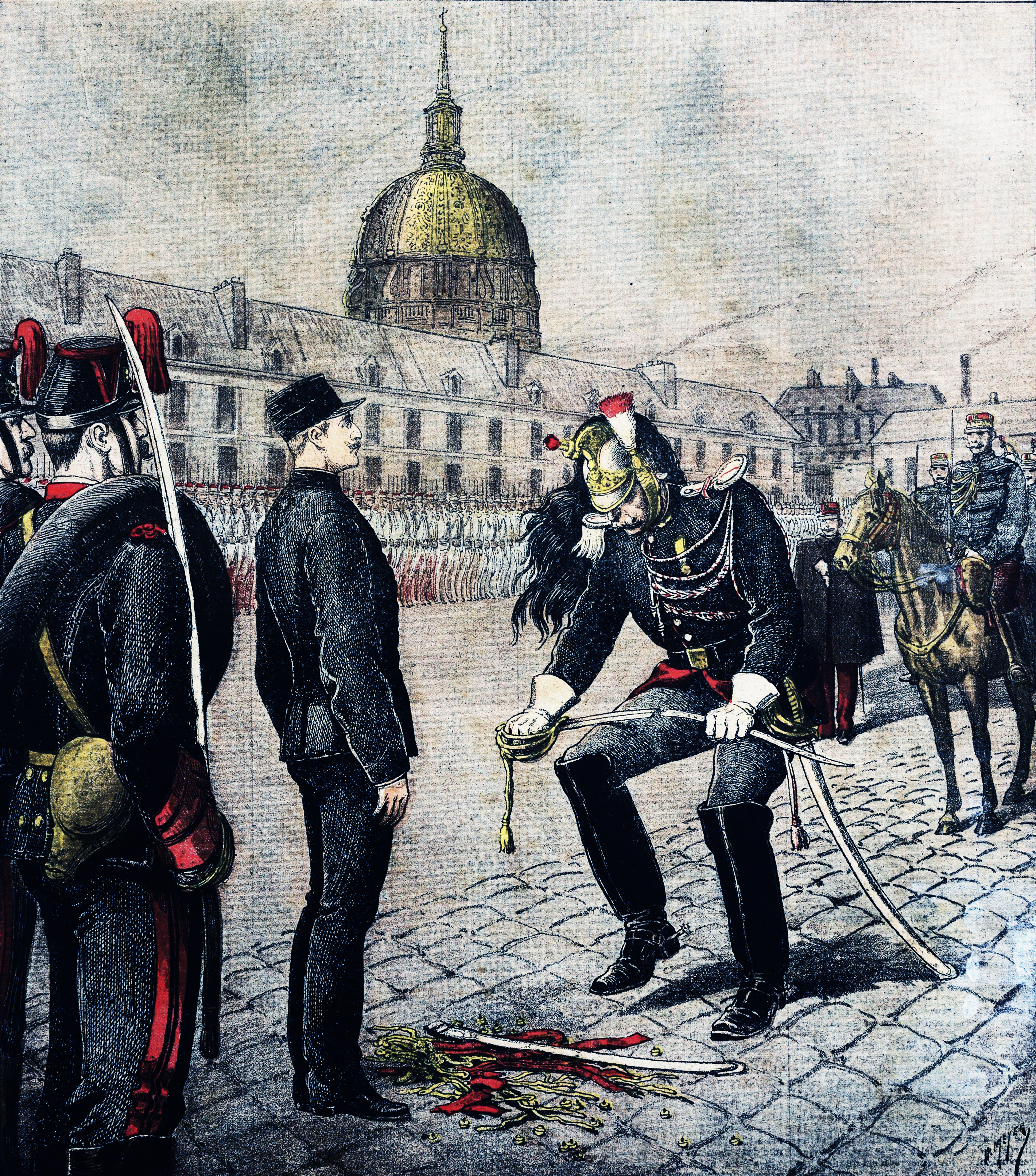
Henri Meyer Zdrajca. Degradacja Alfreda Dreyfusa, 1895

Liga Ojczyzny Francuskiej (fr. la Ligue de la patrie française) – francuska organizacja polityczna o charakterze nacjonalistycznym.
Liga pozaparlamentarna, której powstanie zainicjował Maurice Barrès w czasie sprawy Dreyfusa, w odpowiedzi na utworzenie przez intelektualistów lewicy Ligi Praw Człowieka. Początek jej działalności datuje się na 31 grudnia 1898. Do Ligi Ojczyzny Francuskiej swój akces zgłosili między innymi: François Coppée, Jules Lemaître, Paul Bourget, Edgar Degas, Auguste Renoir, Jules Verne, José-María de Heredia, Pierre Louÿs, Vincent d’Indy i Frédéric Mistral. Została oficjalnie rozwiązana w roku 1904.